# Národní park Iguazú
Iguazú je národní park v argentinské provincii Misiones. Znám je především díky stejnojmenným vodopádům Iguazú (o průtoku okolo 1000 m³/s, částečně leží už v Brazílii) a vzácným druhům divoké zvěře (zejména výskytu ohrožených druhům ptactva). Park byl vyhlášen roku 1934, v roce 1984 byl pak zařazen na seznam světového dědictví UNESCO.
Rozloha parku Iguazú je 550 km². Stejně jako Argentina i Brazílie zřídila na svém území okolo vodopádů národní park - Parque Nacional do Iguaçu. Ten má rozlohu 1 700 km² a je též zapsán na seznamu světového dědictví UNESCO. Okolo vodopádu je tedy chráněné území o souhrnné rozloze 2 250 km² na obou březích řeky.
V parku roste okolo 2000 rostlinných druhů, žije zde na 80 druhů savců, 450 ptačích druhů, řada hmyzu včetně mnoha motýlů. Panuje zde vlhké subtropické klima (letní průměrné teploty 20-32 °C, zimní 11-23 °C), průměrný roční srážkový úhrn dosahuje hodnoty 1800 mm.
- Videozáznam vodopádů

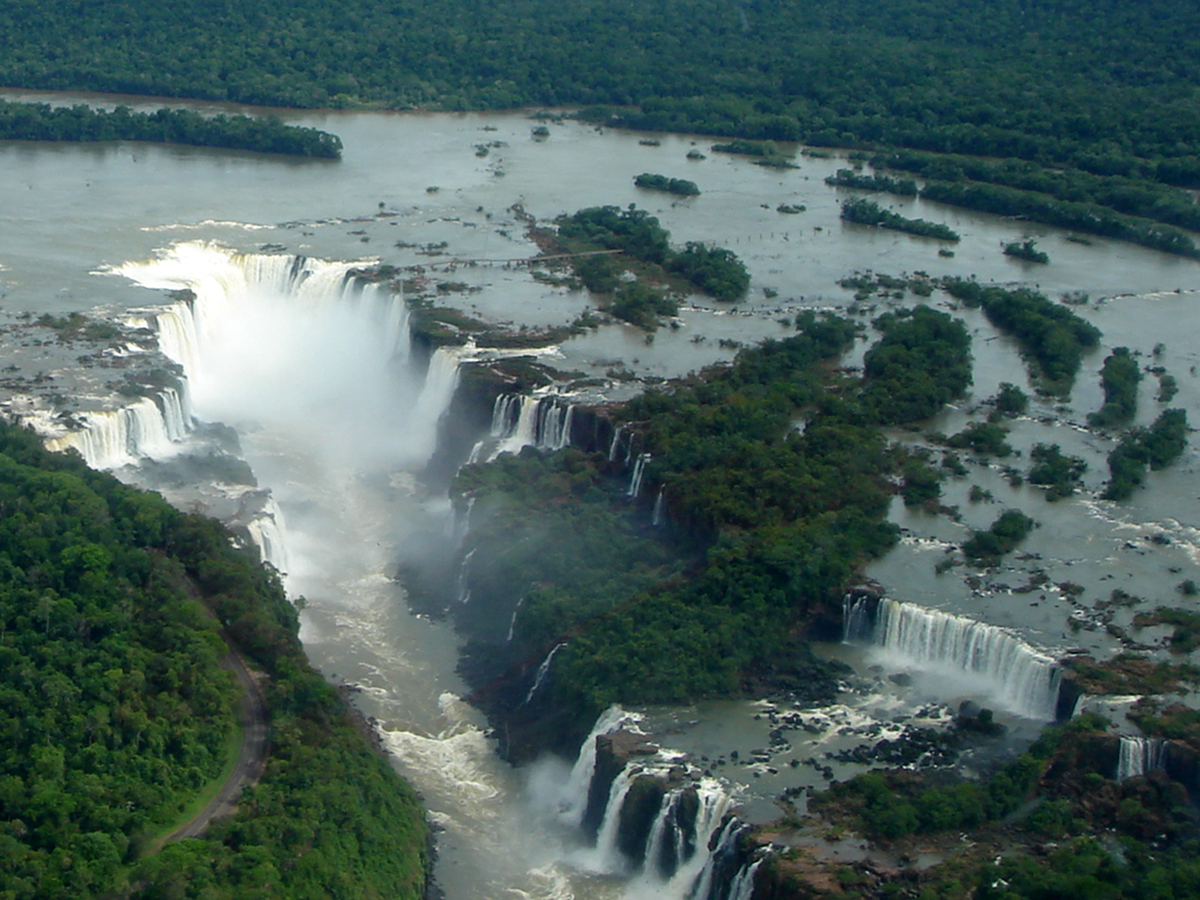
Letecký snímek vodopádů
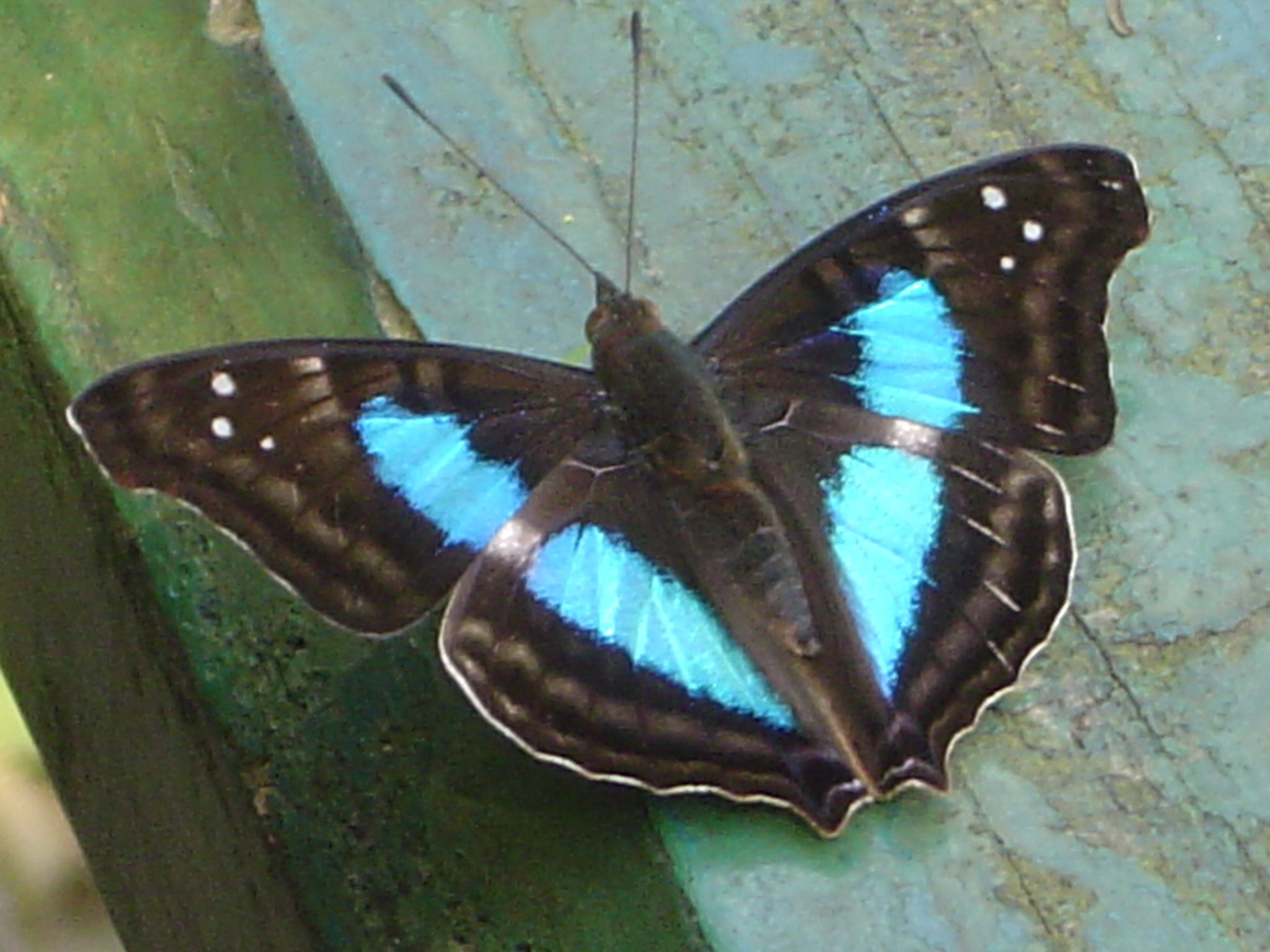
Motýl v parku Iguazú
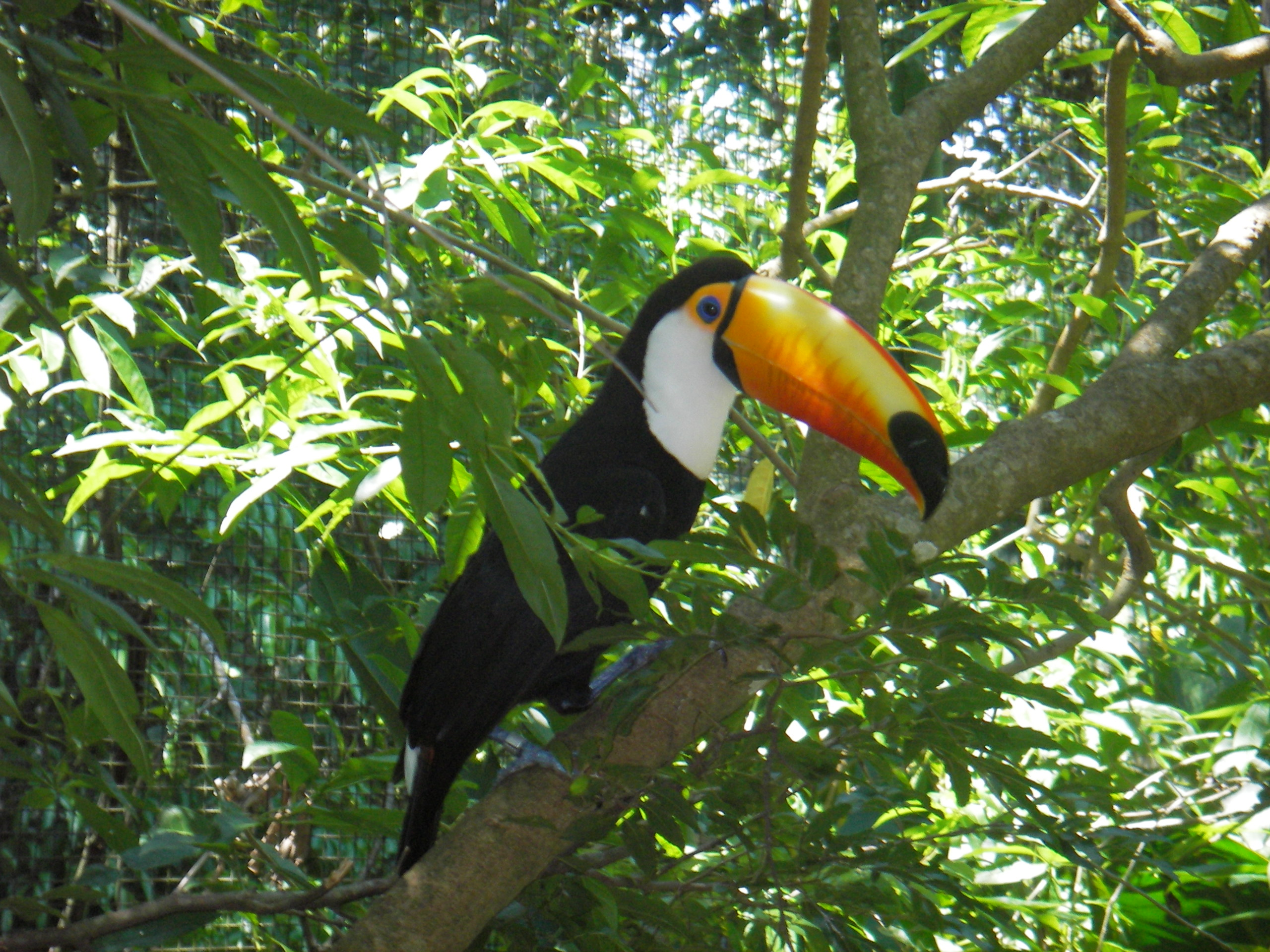
Tukan v parku Iguazú